# Цзишишань-Баоань-Дунсян-Саларский автономный уезд
Цзишишань-Баоань-Дунсян-Саларский автономный уезд (кит. упр. 积石山保安族东乡族撒拉族自治县, пиньинь Jīshíshān Bǎoānzú Dōngxiāngzú Sālāzú Zìzhìxiàn) — автономный уезд Линься-Хуэйского автономного округа провинции Ганьсу (КНР).

## История
Во времена империи Западная Хань в этих местах был образован уезд Фухань (枹罕县), а в 60 году до н. э. был создан уезд Хэгуань (河关县).
При империи Ранняя Лян в этих местах был образован уезд Линьцзинь (临津县).
При империи Суй в уезде Линьцзинь появился посёлок Цзишичжэнь (积石镇).
В 1131 году эти земли были завоёваны чжурчжэнями, включившими их в состав своей империи Цзинь. В 1123 году в империи Цзинь была создана область Цзиши (积石州).
14 июня 1980 года постановлением Госсовета КНР из уезда Линься был выделен Цзишишань-Баоань-Дунсян-Саларский автономный уезд.
В декабре 2023 года уезд пострадал в результате масштабного землетрясения.

## Административное деление
Автономный уезд делится на 4 посёлка и 13 волостей.